# Singles 93–03
Singles 93–03  — перша збірка найкращих хітів британського електронного дуету The Chemical Brothers. Видана 22 вересня 2003 року на лейблах Virgin Records та Freestyle Dust. До платівки увійшли майже всі сингли, які гурт видав у період з 1993 року по 2003 рік. Крім того на альбомі з’явилося два нових треки: Get Yourself High та The Golden Path. Перші копії диску йшли разом з бонусним записом. 24 жовтня 2003 диск отримав «золотий» статус за даними Британської асоціації виробників фонограм. 

## Сингли
- Пісня The Golden Path була представлена 15 вересня 2003 як перший сингл з альбому. Пісня досягла 17 місця у чарті Великої Британії.
- Пісня Get Yourself High була представлена 24 березня 2003. Сингл не потрапив у чарти, адже згідно з класифікацією мав містити три пісні, а замість цього до нього входило 5 пісень.

## Список треків
| Singles 93-03 | Singles 93-03                                                  | Singles 93-03 |
| #             | Назва                                                          | Тривалість    |
| ------------- | -------------------------------------------------------------- | ------------- |
| 1.            | «Song to the Siren» (з Exit Planet Dust)                       | 4:30          |
| 2.            | «Chemical Beats» (з Exit Planet Dust)                          | 4:02          |
| 3.            | «Leave Home» (з Exit Planet Dust)                              | 5:05          |
| 4.            | «Setting Sun» (з Dig Your Own Hole, за участю Ноела Галлахера) | 3:59          |
| 5.            | «Block Rockin' Beats» (з Dig Your Own Hole)                    | 4:52          |
| 6.            | «The Private Psychedelic Reel» (з Dig Your Own Hole)           | 9:06          |
| 7.            | «Hey Boy Hey Girl» (з Surrender)                               | 4:48          |
| 8.            | «Let Forever Be» (з Surrender, за участю Ноела Галлахера)      | 3:40          |
| 9.            | «Out of Control» (з Surrender, за участю Бернард Самнер)       | 7:19          |
| 10.           | «Star Guitar» (з Come with Us)                                 | 6:08          |
| 11.           | «The Test» (з Come with Us, за участю Річарда Ешкрофта)        | 6:52          |
| 12.           | «Get Yourself High» (за участю k-os)                           | 5:48          |
| 13.           | «The Golden Path» (за участю The Flaming Lips)                 | 4:46          |

### Бонус диск
Цей диск додавався до перших копій альбому. До нього увійшли додаткові матеріали, фотографії, записи виступів, кліпи.  
| #   | Назва                                                           | Тривалість |
| --- | --------------------------------------------------------------- | ---------- |
| 1.  | «Not Another Drugstore (Planet Nine Mix)» (Мікс на Elektrobank) | 6:52       |
| 2.  | «The Duke» (не видавалась раніше)                               | 5:38       |
| 3.  | «If You Kling To Me I'll Klong To You» (з My Mercury Mouth EP)  | 5:23       |
| 4.  | «Otter Rock» (не видавалась раніше)                             | 4:08       |
| 5.  | «Morning Lemon» (з Block Rockin' Beats)                         | 4:37       |
| 6.  | «Galaxy Bounce (Original Version)»                              | 4:46       |
| 7.  | «Loops of Fury» (з Loops of Fury)                               | 4:43       |
| 8.  | «Delik» (Remix на пісню Life Is Sweet)                          | 5:29       |
| 9.  | «Elektrobank (Live)» (live from the Roxy, NYC, November '96)    | 7:51       |
| 10. | «Under The Influence (Mix 2)» (Mix 1 на диску Surrender)        | 5:28       |
| 11. | «Piku Playground (live)»                                        | 4:56       |